# North Luffenham
North Luffenham är en ort och civil parish i Storbritannien.   Den ligger i grevskapet och kommunen Rutland och riksdelen England, i den sydöstra delen av landet, 130 km norr om huvudstaden London. North Luffenham ligger 92 meter över havet och antalet invånare är 704.
Terrängen runt North Luffenham är platt. Runt North Luffenham är det ganska tätbefolkat, med 160 invånare per kvadratkilometer. Närmaste större samhälle är Corby, 14,6 km söder om North Luffenham. Trakten runt North Luffenham består till största delen av jordbruksmark.